# Institut japonais d'espéranto
L'Institut Japonais d'Espéranto (en espéranto : Japana Esperanto-Instituto ; en japonais : 日本エスペラント協会) ou JEI est le plus grand centre du mouvement espérantiste japonais. Il fut fondé en 1919, principalement par Osaka Kenzi. Son siège officiel est à Tokyo, à l'avenue Waseda.

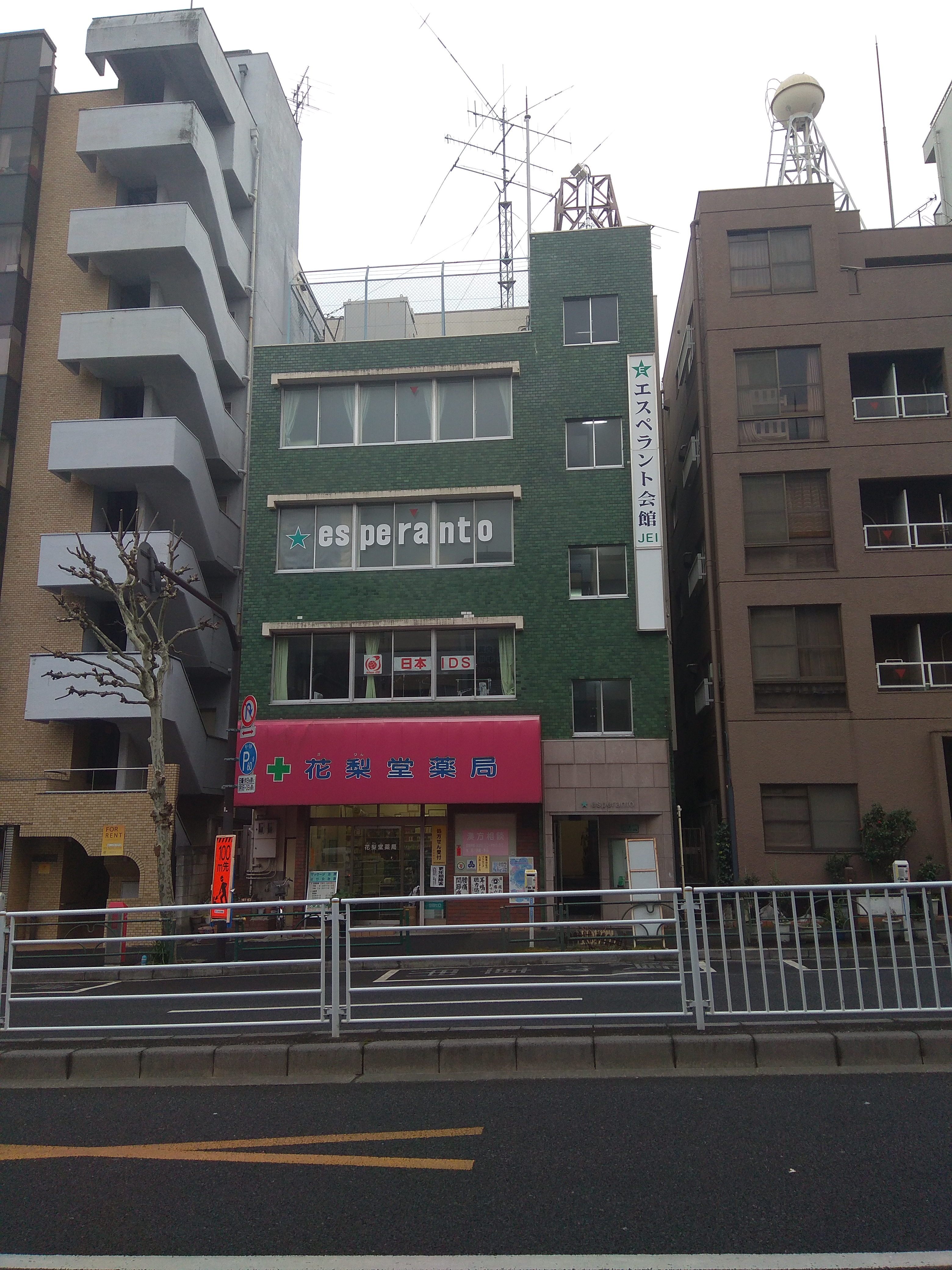
Siège de l'Institut japonais d’espéranto.

Il constitue la société nationale affiliée à l'Association mondiale d’espéranto. Dans ses locaux, on trouve une bibliothèque, une librairie, des salles de cours, des archives. Il regroupe plus de 1 300 membres. On trouve 80 clubs locaux d'espéranto au Japon. L'Institut édite le journal La Revuo Orienta (eo) (« La Revue orientale »).
L'un de ses premiers directeurs fut Ōishi Wasaburō, le découvreur des forts courants aériens d'altitude appelés courant-jets.